# André Bertrand
Pour les articles homonymes, voir Bertrand (patronyme).
André Bertrand (1929-2003) est un artiste français, auteur de plusieurs dizaines d’affiches de films sortis en France, des années 1950 aux années 1980.

## Affiches de cinéma

### Années 1940
- 1940 : La Fille du puisatier, de Marcel Pagnol
- 1943 : Le Chant de l’exilé, d’André Hugon

### Années 1950
- 1953 : La Môme vert-de-gris, de Bernard Borderie
- 1954 : La Peur, de Roberto Rossellini
- 1955 :
  - L’Affaire des poisons, de Henri Decoin
  - Les Amours de Capri, de Giorgio Moser
  - Cellule 2455, couloir de la mort, de Fred F. Sears
  - Colère noire, de Frank Tuttle
  - Le Crâneur, de Dimitri Kirsanoff
  - La Fille du fleuve, de Mario Soldati
  - L’Homme de la plaine, d’Anthony Mann
  - Lola Montès, de Max Ophüls
  - La Meilleure Part, d’Yves Allégret
  - Meurtres à responsabilité limitée, de Fred F. Sears
  - Milord l’Arsouille, d’André Haguet
  - La Rivière de nos amours, d’André de Toth
  - Vivre un grand amour, d’Edward Dmytryk

- 1956 :
  - L'Ardente Gitane, de Nicholas Ray
  - Bandido caballero !, de Richard Fleischer
  - La Charge des tuniques bleues, d’Anthony Mann
  - Crime et Châtiment, de Georges Lampin
  - L'Énigmatique Monsieur D, de Sheldon Reynolds
  - L'Homme aux clés d'or, de Léo Joannon
  - Mannequins de Paris, d’André Hunebelle
  - La mariée est trop belle, de Pierre Gaspard-Huit
  - Port Afrique, de Rudolph Maté
  - Portrait d’une aventurière, de Ken Hughes
  - Trapèze, de Carol Reed

- 1957 :
  - Ariane, de Billy Wilder
  - Au sud de Mombasa, de George Marshall
  - Casino de Paris, d’André Hunebelle
  - Ces dames préfèrent le mambo, de Bernard Borderie
  - La Chute des héros, de Karl Malden
  - Club de femmes, de Ralph Habib
  - Comme un cheveu sur la soupe, de Maurice Regamey
  - L’Ennemi public, de Don Siegel
  - Escapade, de Ralph Habib
  - Les Fanatiques, d’Alex Joffé
  - Les Frères Rico, de Phil Karlson
  - Les Sorcières de Salem, de Raymond Rouleau
  - Un dénommé Squarcio, de Gillo Pontecorvo

- 1958 :
  - Diables au soleil, de Delmer Daves
  - La Fille de Hambourg, d’Yves Allégret
  - Les Misérables (1ère partie), de Jean-Paul Le Chanois
  - Les Misérables (2e partie), de Jean-Paul Le Chanois
  - Ni vu, ni connu (film), d’Yves Robert

- 1959 : 
  - Douze Heures d'horloge, de Géza von Radványi
  - Les Dragueurs, de Jean-Pierre Mocky
  - La fièvre monte à El Pao (modèle B), de Luis Buñuel
  - Le Fric, de Maurice Cloche
  - Katia (modèle B), de Robert Siodmak
  - Quai du Point-du-Jour, de Jean Faurez
  - Tout près de Satan, de Robert Aldrich

### Années 1960 à 1980
- 1960 : 
  - Le Troisième Homme sur la montagne, de Ken Annakin
  - Une fille pour l'été, d’Édouard Molinaro

- 1961 : 
  - Les Amours de Paris, de Jacques Poitrenaud
  - La Novice, d’Alberto Lattuada

- 1966 : Navajo Joe, de Sergio Corbucci
- 1981 : Maman très chère, de Frank Perry